# Lista de filmes sobre o RMS Titanic
O navio RMS Titanic tem sido destaque em inúmeros filmes, telefilmes e notáveis séries de TV. O filme de 1997 Titanic é um dos filmes de maior bilheteria já exibidos. Na TV, Titanic tem sido fonte de estórias que abrangem desde dramas épicos até paródias em formato de desenho.

## Dramas e documentários lançados em cinemas
| Charles Walters |

| Debbie Reynolds Harve Presnell Ed Begley |

## Filmes e notáveis episódios de séries de TV
| Ano  | Título                                                   | Diretor                       | Elenco | Notas |
| ---- | -------------------------------------------------------- | ----------------------------- | --- | --- |
| 1956 | "A Night to Remember" Kraft Television Theatre           | George Roy Hill               | Bradford Dillman Neil North | Adaptação ao vivo na TV do livro de Walter Lord de 1955 do mesmo nome; narrado por Claude Rains. |
| 1957 | "The Unsinkable Molly Brown" Telephone Time              | Erle C. Kenton                | Cloris Leachman | Curto segmento (usando cenas do filme alemão de 1943) da série de TV de John Nesbitt, Passing Parade. Leachman faria novamente o papel de Molly Brown em S.O.S. Titanic (1979). |
| 1959 | "Night of April 14th" Alcoa Presents: One Step Beyond    | John Newland                  | Patrick Macnee Barbara Lord Isobel Elsom | Suposto docudrama relatando estórias de premonições e pesadelos que precederam o desastre. A cena do Titanic atingindo o iceberg é de History Is Made at Night. |
| 1961 | "I Heard You Calling Me" Way Out                         | Daniel Petrie                 | Constance Ford Neil Fitzgerald Anthony Dawson | Uma mulher planejando fugir com um homem casado é convidada para um cruzeiro grátis pelo oceano — pelo fantasma da mãe do homem, que morreu no Titanic. |
| 1966 | "Rendezvous With Yesterday" The Time Tunnel              | Irwin Allen                   | James Darren Robert Colbert | No primeiro episódio da série, viajantes no tempo chegam a bordo do Titanic um dia antes do desastre. Eles tentam avisar o capitão, mas eles são trancafiados e evitam afundar com o navio. |
| 1971 | "Lone Survivor" Night Gallery                            | Gene Levitt                   | John Colicos Torin Thatcher Hedley Mattingly | Esta história na série foi escrita por Rod Serling. Um sobrevivente em um bote salva vidas do Titanic é descoberto — três anos após o evento, pelo RMS Lusitania. |
| 1973 | "Miss Forrest", "A House Divided" Upstairs, Downstairs   | Bill Bain; Christopher Hodson | Rachel Gurney Patsy Smart Meg Wynn Owen David Langton Simon Williams Gordon Jackson Jean Marsh                                                                          | A terceira temporada da série abre com "Miss Forrest" onde se sabe que os dois personagens principais estão a bordo do Titanic. A senhora Lady Marjorie Bellamy (Gurney) e sua criada, Miss Roberts (Smart) são dadas como mortas. No episódio seguinte, "A House Divided", fica se sabendo que a criada sobrevive, mas em choque emocional. Eventualmente ela relata como Lady Marjorie Bellamy morreu no Titanic.                                                |
| 1979 | S.O.S. Titanic                                           | William Hale                  | David Janssen Cloris Leachman | Representação da malfadada viagem de 1912 da perspectiva de três grupos distintos de passageiros na Primeira, Segunda e Terceira Classe. Uma versão mais curta foi lançada nos cinemas na Europa. (*Este foi o primeiro filme em cores sobre o Titanic mostrado ao público. Raise the Titanic foi o primeiro filme colorido mas foi gravado em 1978 e lançado em 1980.) As cenas no navio afundando foram de filmagens colorizadas do A Night to Remember de 1958. |
| 1983 | "Voyagers of the Titanic" Voyagers!                      | Winrich Kolbe                 | Jon-Erik Hexum Meeno Peluce | Bogg e Jeff se encontram a bordo do malfadado Titanic. Embora não consigam evitar o desastre, eles conseguem salvar a Mona Lisa do naufrágio. Apresenta filmagens de Raise The Titanic. |
| 1984 | Titanic - Nachspiel einer Katastrophe                    | Lutz Büscher                  | Hans Korte Volkert Kraeft Arthur Brauss | (Titanic - Aftermath of a disaster), filme de TV alemão centrado no inquérito do Senado americano sobre o naufrágio. |
| 1996 | Titanic                                                  | Robert Lieberman              | Peter Gallagher George C. Scott Catherine Zeta-Jones Tim Curry | Esta mini série de duas partes foi a primeira representação do Titanic quebrando em dois. |
| 1996 | No Greater Love                                          | Richard T. Heffron            | Kelly Rutherford | Romance em que uma jovem toma conta de seus jovens irmãos, em consequência da perda de seu noivo e pais no desastre. Baseado no romance de Danielle Steel de mesmo nome. As cenas do naufrágio incluem filmagens de S.O.S. Titanic. |
| 1998 | "Titey" Saturday Night Live TV Funhouse                  | David Wachtenheim             | Jason Alexander Whoopi Goldberg Gilbert Gottfried Molly Ringwald Robert Smigel                                                                                          | Paródia animada com 2 minutos estilizada como um trailer de um suposto novo filme de animação sobre um navio antropomórfico Titey e suas aventuras no mar. |
| 1999 | "O Titanic do Espaço" Futurama                           | Peter Avanzino                | Billy West Katey Sagal John DiMaggio | A equipe do Planet Express entram em um cruzeiro no maior nave espacial já construída: o Titanic, que é rasgado em dois por buraco negro em sua viagem inaugural. |
| 2005 | Titanic: Birth of a Legend                               | William Lyons                 | Charles Dance Gordon Langford Rowe Charles Lawson Damian O'Hare Christopher Wright                                                                                      | Docudrama de 70 minutos. A estória foca nas vidas dos homens que construíram o Titanic e seu navio irmão, o Olympic. |
| 2005 | "Fu and Tell" American Dragon: Jake Long                 | Christian Roman               | Tia Carrere John DiMaggio | Yan Yan e Fu Dog provocam a batida do Titanic no iceberg durante suas várias lutas pela história. |
| 2007 | "Voyage of the Damned" Doctor Who                        | James Strong                  | David Tennant Kylie Minogue | Um luxuoso transatlântico chamado Titanic, um pastiche do navio original, se choca na TARDIS. O Décimo Doutor trabalha com uma garçonete chamada Astrid Peth para evitar a iminente colisão com a Terra. |
| 2008 | "Unsinkable Pucca" Pucca                                 | Doug Molitor                  | Brian Drummond Lee Tockar Tabitha St. Germain Michael Daingerfield Tabitha St. Germain Kathleen Barr Lee Tockar French Tickner Chantal Strand Dale Wilson Alvin Sanders | Os moradores de Sooga fazem um cruzeiro no "Gigante Kum-Kum, o Impossível de Afundar" (em inglês: "Unsinkable Gigantic"), sem saber que Tobe e seu iceberg estão tentando afundá-los. |
| 2008 | "The Cursed Tuba Contingency" The Middleman              | Jeremiah Chechik              | Matt Keeslar Natalie Morales | Para evitar consequências terríveis, o Middleman (Kesslar) e Wendy (Morales) devem evitar que uma tuba do Titanic seja tocada. Em um flashback do navio afundando, cenas do filme de 1943 foram usadas. |
| 2010 | "The Mutants Are Revolting" Futurama                     | Raymie Muzquiz                | Billy West Katey Sagal John DiMaggio | Nos esgotos de Nova Iorque, a tripulação descobre os destroços da Land Titanic, o maior navio terrestre já construído, que navegou pela Quinta Avenida em 2912 até chegar a uma caixa postal e afundou no chão. |
| 2010 | "Episode One" Downton Abbey                              | Brian Percival                | | O episódio se inicia com a notícia da morte da família Crawley a bordo do Titanic. |
| 2011 | "My Heart Will Go On" Supernatural                       | Phil Sgriccia                 | Jared Padalecki Jensen Ackles Misha Collins | Um anjo muda a história advertindo sobre o naufrágio do Titanic, com consequências imprevistas. |
| 2012 | Saving the Titanic                                       | Maurice Sweeney               | David Wilmot Ciarán McMenamin Owen McDonnell | Docudrama com 90 minutos da PBS. A estória dos engenheiros abnegados que trabalharam incansavelmente para manter a eletricidade essencial do Titanic durante a tragédia. Rebatizado de Heroes of the Titanic para transmissão no Reino Unido pelo canal History. |
| 2012 | Titanic                                                  | Jon Jones                     | Linus Roache Geraldine Somerville | Drama em quatro capítulos focado nos personagens presentes no navio durante seu naufrágio. Mostra o Titanic se partindo em dois em um ângulo bem mais raso, seguindo algumas novas teorias do rompimento das juntas de expansão. |
| 2012 | Titanic: Blood and Steel                                 | Ciaran Donnelly               | Neve Campbell Derek Jacobi | Drama em 12 capítulos, contando a estória da construção do návio. |
| 2012 | Titanic: The Aftermath                                   | Marion Milne                  | Jeremy Akerman John Dunsworth | Docudrama com 90 minutos sobre a vida daqueles que sobreviveram ao naufrágio. |
| 2014 | "Yo-Kai Titanic" Yo-Kai Watch                            | Yoichi Kato                   | Haruka Tomatsu Tomokazu Seki | Keita e seus amigos são forçados a agir no naufrágio de um Titanic com tema Yōkai. |
| 2015 | "Stewie, Chris & Brian's Excellent Adventure" Family Guy | Joe Vaux                      | Seth MacFarlane Alex Borstein Seth Green | Stewie, Brian e Chris se encontram no Titanic durante sua viagem no tempo e conseguem deixar o navio durante o naufrágio. |